# Salo

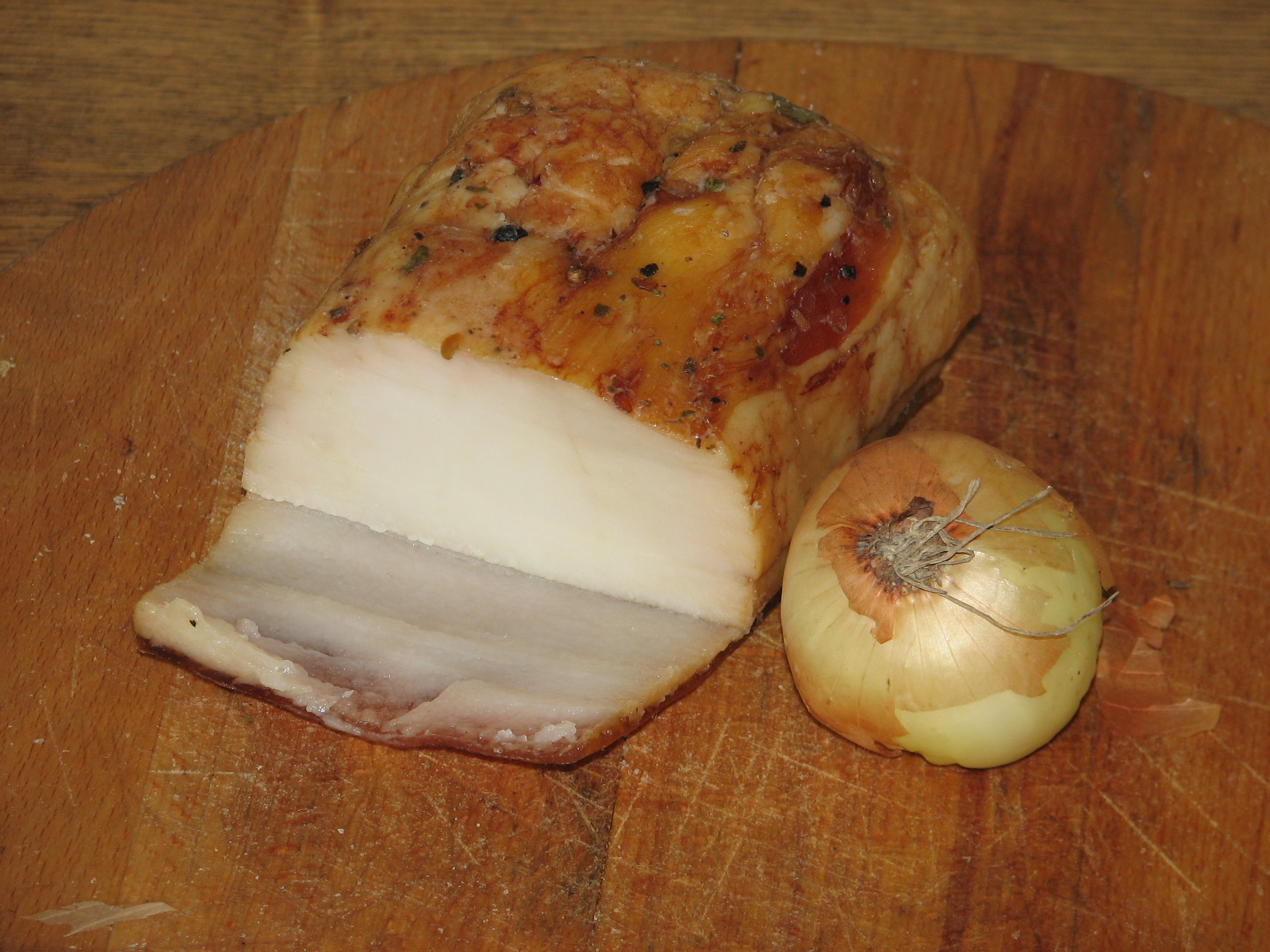
Salo e cebola

Salo é uma preparação típica da culinária da Europa Oriental feita com o toucinho do dorso do porco, curado em salmoura ou com páprica, ou ainda fumado, muito popular para acompanhar vodka. O produto deve ser guardado num local frio e escuro, podendo conservar-se mais de um ano. No entanto, se um pedaço de salo rançar, pode ainda ser utilizado para tratar botas ou outros apetrechos de couro. 
Para além de ser consumido simples, normalmente cortado em fatias finas e acompanhado de dentes de alho crus, o salo pode também ser comido com pão, como presunto, por vezes junto a outros ingredientes, na forma duma sanduiche; cozido ou frito, é comido como se fosse bacon e também é muitas vezes usado como condimento de pratos como borsh. Pode ainda ser derretido a quente, obtendo-se banha para temperar ou fritar outros alimentos.
O salo é tão popular na Ucrânia que uma fábrica de doces produziu como brincadeira, num 1º de Abril, um doce de chocolate recheado com uma pequena quantidade de banha a que chamaram “Salo vs. Chocolate”;  o produto passou a ser conhecido como “chinelos ucranianos”. Também existe uma crença sobre as propriedades medicinais do salo, por exemplo, para aliviar dores de dentes ou, derretido e bebido com água quente, para curar a bronquite.